# Мельников-Разведенков Микола Федорович
Микола Федорович (Федотович) Мельников-Разведенков (24 грудня 1866, Усть-Медведицька Область Війська Донського — 20 грудня 1937, Харків) — український патологоанатом. Академік АН України (1927).

## Біографія
Народився 24 грудня 1866 році в станиці Усть-Медведицька області Війська Донського. Закінчив Московський університет, медичний факультет. У 1895 році захистив докторську дисертацію.
З 1902 по 1920 р. — професор патологічної анатомії в Харківському університеті.
У 1920 — 1925 рр. — завідувач кафедри патологічної анатомії в Кубанському університеті.
У 1925 — 1930 рр. — директор Українського патологоанатомічного інституту в Харкові. З 1930 року — завідувач патоморфологічним відділом Українського інституту експериментальної медицини в Харкові.
З 3 травня 1927 року обраний академіком АН УРСР.

## Наукові праці
- Наукові праці присвячені патологічній анатомії при сибірці, альвеолярному ехінококкозі (альвеококкозі), методам консервації органів і тканин.